# Posada (województwo mazowieckie)
Posada – wieś w Polsce położona w województwie mazowieckim, w powiecie radomskim, w gminie Przytyk. Ma status sołectwa.
W latach 1975–1998 miejscowość położona była w województwie radomskim.
Wierni Kościoła rzymskokatolickiego należą do parafii św. Wawrzyńca we Wrzosie.